# Erigone convalescens
Erigone convalescens là một loài nhện trong họ Linyphiidae.
Loài này thuộc chi Erigone. Erigone convalescens được Rudy Jocqué miêu tả năm 1985.